# 짱켄맨
짱켄맨(일본어: ジャンケンマン 잔켄만[*])은 일본 엔도 테츠야의 감독에 제작된 아동 액션 애니메이션이다.
대한민국에서는 팬텀보이, 천하무적 묵찌빠라는 이름으로 알려진 바 있다.

## 스토리
지구 어딘가에 짱켄 마을. 짱켄맨은 짱켄 파워를 이용해 그 마을을 지키고 있다.
한편 오소다시 가면은 짱켄 마을을 공격할 준비를 하고 있는데...

## 등장인물
- 짱켄맨(ジャンケンマン) (성우:오리카사 아이)